# Por debajo de la mesa
Por debajo de la mesa (français : Sous la table) est une chanson écrite par Armando Manzanero et interprétée par le chanteur mexicain Luis Miguel. Arrangée par Bebu Silvetti, elle est l'une des deux compositions originales écrites pour le quinzième album studio de Miguel, Romances. Elle est sortie en tant que single principal de l'album le 15 juillet 1997 et est devenue son treizième single numéro un dans le hit-parade Billboard Hot Latin Songs aux États-Unis. Le clip vidéo montre Miguel en train de se produire dans un restaurant gastronomique de New York.
Le titre a reçu une réaction négative de la part d'Achy Obejas du Chicago Tribune qui l'a qualifié de « boiteux ». Il a été nommé chanson pop de l'année lors de la 10e édition des Premios Lo Nuestro et Manzanero a reçu un prix Broadcast Music, Inc. (BMI) pour avoir écrit la chanson. Manzanero a interprété le disque en duo avec plusieurs artistes tels que Tania Libertad (en) et Susana Zabaleta (en).

## Contexte

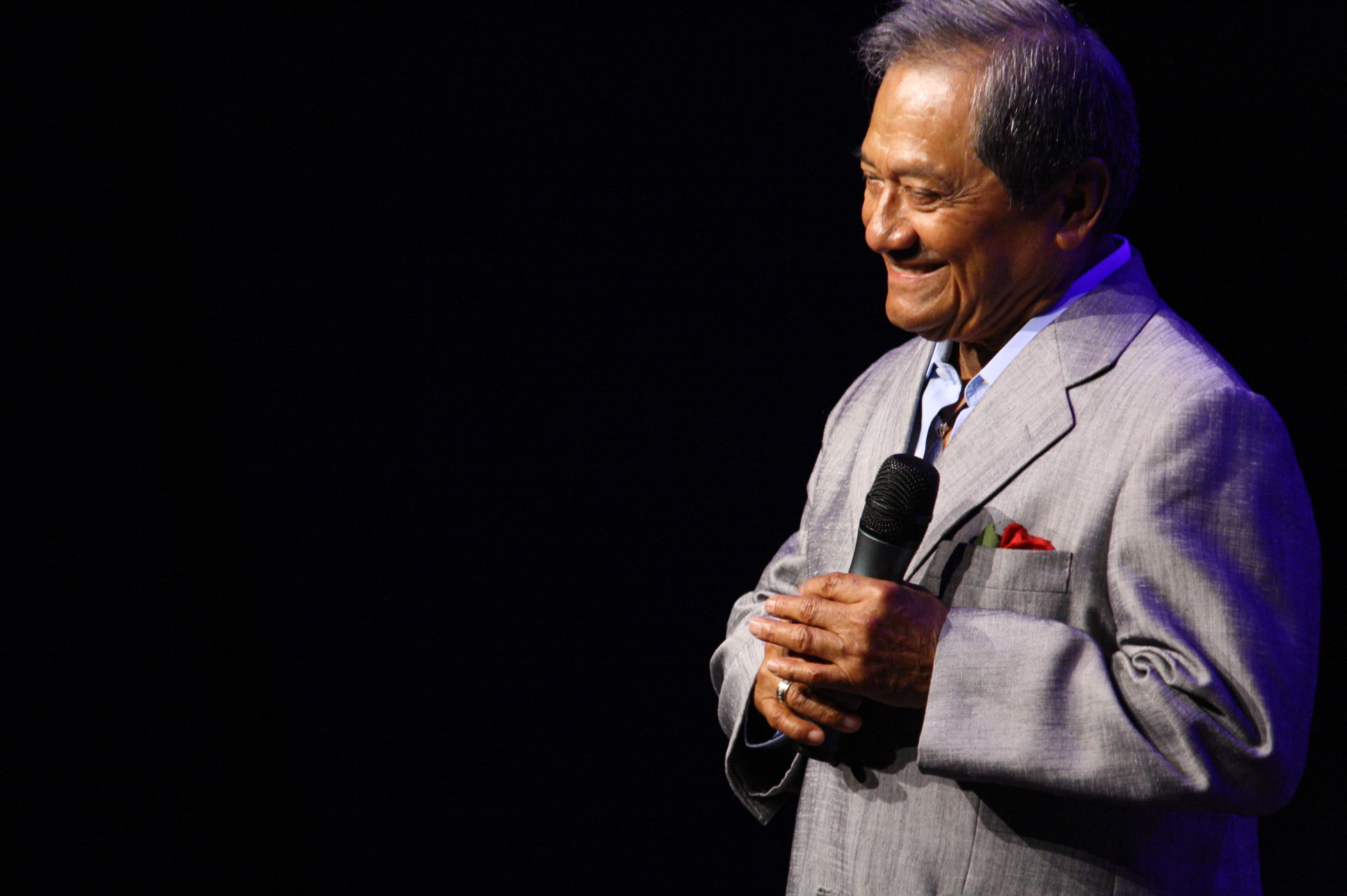
Armando Manzanero, auteur de Debajo de la mesa.

En 1991, Miguel a publié l'album Romance, une collection de ballades latines classiques, dont la plus ancienne remonte aux années 1940. L'album a été produit par Armando Manzanero et arrangé par Bebu Silvetti, et a été crédité pour avoir revitalisé le genre du boléro. Il est également entré dans l'histoire en tant que premier album en langue espagnole à être certifié or par la Recording Industry Association of America (RIAA) aux États-Unis. Une suite de Romance est sortie en 1994 sous le titre Segundo romance, qui a été produite par Miguel, Juan Carlos Calderón et Kiko Cibrian. Les deux albums ont reçu une certification platine de la RIAA aux États-Unis et ont également connu le succès dans des pays autres que l'Amérique latine et les États-Unis, comme la Finlande et l'Arabie Saoudite, avec plus de douze millions d'exemplaires vendus ensemble,,.
En décembre 1996, Miguel a tenu une conférence de presse à Buenos Aires, en Argentine, où il a annoncé son désir d'enregistrer un troisième album de romance et a mentionné la possibilité de travailler avec Manzanero et Juan Gabriel. Il a également exprimé son intérêt pour le chant en italien et en portugais, bien que les chansons de l'album soient à l'origine toutes en espagnol. Deux mois plus tard, Manzanero a confirmé qu'il travaillait avec Miguel sur un autre album de ballades inspiré du boléro, sous le titre provisoire de Tercer Romance. La maison de disques de Miguel a confirmé que quatorze titres seraient inclus sur l'album sous le titre Romances. Por debajo de la mesa a été écrit par Manzanero comme l'une des deux compositions originales de l'album avec Contigo (Estar Contigo). Manzanero a déclaré que Por debajo de la mesa et Dormir Contigo étaient deux de ses chansons préférées qu'il avait composées pour Miguel.

## Promotion
Un vidéoclip pour Por debajo de la mesa a été tourné à New York. Il met en scène Miguel qui se produit au Rainbow Room, le clip étant tourné en noir et blanc. Il a été réalisé par Daniela Federici. La chanson a été incluse sur son album à succès Mis Boleros Favoritos (2002) et Grandes Éxitos (2005). Une version live de la chanson a été incluse sur son album Vivo (2000) dans le cadre du medley Romances.

## Accueil
Por debajo de la mesa a été diffusé dans les stations de radio de toute l'Amérique latine le 5 juillet 1997. Aux États-Unis, la chanson a été classée en deuxième position du palmarès Billboard Hot Latin Songs pendant la semaine du 2 août 1997. Six semaines plus tard, elle a atteint la première place du hit-parade et y est restée pendant quatre semaines. Por debajo de la mesa a terminé l'année 1997 comme le huitième single latin le plus performant de l'année aux États-Unis. Le titre a également atteint la première place du Billboard Latin Pop Songs, où il est resté cinq semaines en tête du classement et a été la meilleure chanson pop latine de l'année dans le pays,.
Bien qu'il ait donné une critique positive à Romances, le rédacteur en chef du Chicago Tribune, Achy Obejas, a qualifié Por debajo de la mesa de chanson « boiteuse » et l'a citée comme l'une des chansons où Miguel commence à « glisser » sur ses enregistrements de ballades. Mario Tarradell, du Dallas Morning News, a estimé que les arrangements du morceau « sont si étouffants, si précieux, qu'il est difficile de ressentir une quelconque sensualité. M. Miguel essaie de trouver un ton séduisant, mais cela ne sert à rien. C'est une chanson d'amour pour les chastes ». Elle a été nommée pour la chanson pop de l'année aux Premios Lo Nuestro de 1998, perdant face à Si Tu Supieras d'Alejandro Fernández,. Manzanero a reçu un prix BMI Latin pour la composition de la chanson, car c'est l'une des meilleures chansons latines de l'année. Lors de la cérémonie inaugurale des Premios Juventud en 2004, Por debajo de la mesa a été nommé dans la catégorie « La Más Pegajosa » (français : La mélodie la plus accrocheuse), mais a été battu par El Za Za Za de Liberación.

## Autres inteprètations
Manzanero a chanté Por debajo de la mesa en duo avec la musicienne péruvienne Tania Libertad (en) sur l'album studio Manzanero y la Libertad (1998) et avec Chano Domínguez et Carmen Paris sur l'album Duetos 2 (2002) de Manzanero,. Il a également interprété la chanson lors d'un concert avec le pianiste argentin Raúl Di Blasio en 1999, qui a été repris sur l'album live Bohemia, Vol.2 (2000) de ce dernier. Il a également interprété la chanson en direct avec sa collègue mexicaine Susana Zabaleta (en) sur leur album De la A a la Z (2006),.